# Fluorosulfito
El fluorosulfito es un ion con la fórmula SO2F−. Este término también se utiliza para designar compuestos o sales que contienen dicho grupo. El fluorosulfito fue descubierto en 1953 por F. Seel y H. Meier. 
Los compuestos orgánicos con el nombre "fluorosulfito" contienen el grupo -OS(O)F.

## Preparación
Los [((CH3)2N)3SO][SO2F] pueden prepararse a partir de OSF4 y Me3SiNMe2. Los fluorosulfitos de metales alcalinos pueden fabricarse sumergiendo el fluoruro metálico en dióxido de azufre líquido durante unos días. El β-CsSO2F se convierte en α-CsSO2F cuando se calienta a 110 °C durante un par de días, pero permanece estable por debajo de 50 °C.

## Propiedades
El ion fluorosulfito es tetraédrico y tiene el azufre en la parte superior. Los enlaces oxígeno-azufre miden 147,8 pm y el enlace flúor-azufre mide >169,0 pm. En los fluorosulfitos iónicos sólidos, el ion no tiene una orientación fija y gira continuamente, lo que da lugar a un desorden dinámico. A temperatura ambiente, esta velocidad de giro oscila entre 2×105 y 107 Hz. Cuando se enfría, la velocidad de giro disminuye y puede congelarse, lo que da lugar a un desorden estático.
El fluorosulfito es isoelectrónico con el fluoruro de clorilo (ClO2F) y en los compuestos se asemeja al clorato (ClO3−). 
El calor de formación del fluoruro (F −) y el dióxido de azufre (SO2) es 50 kcal mol−1 . 

## Reacciones
Los fluorosulfitos pueden reaccionar con clorofosfacenos para producir fluorofosfacenos: 
(NPCl2)n + 2n KSO2F → (NPF2)n + 2n KCl + 2nSO2 n=3 o 4

## Relacionado
El fluorosulfito pertenece a la categoría de iones halosulfito, junto con el clorosulfito, el bromosulfito y el yodosulfito. Entre los iones relacionados se encuentra el cianosulfito SO2CN−. 

## Lista
| nombre                                                         | fórmula              | peso   | sistema     | grupo espacial | celda unitaria                            | volumen | densidad | propiedades            | ref    |
| -------------------------------------------------------------- | -------------------- | ------ | ----------- | -------------- | ----------------------------------------- | ------- | -------- | ---------------------- | ------ |
|                                                                | NO[SO2F]             |        |             |                |                                           |         |          |                        | [ 2 ]  |
| fluorosulfito de 2-cloro-1,3-diisopropil-4,5-dimetilimidazolio | C11H20FClN2O2S       |        |             |                |                                           |         |          |                        | [ 10 ] |
| 2-fluoro-1,3-diisopropil-4,5-dimetilimidazolio fluorosulfito   | C11H20F2N2O2S        |        |             | P21/c          | a=15.097 b=13.406 c=15.776 β=113.54 Z=8   | 2927    |          |                        | [ 10 ] |
| (difluorometil)trifenilfosfonio fluorosulfito                  | [Ph3PCF2H][SO2F]     |        |             |                |                                           |         |          | blanco, fusión ~240 °C | [ 11 ] |
| fluorosulfito de tetrametilamonio                              | [(CH3)4N][SO2F]      | 157.21 | ortorómbico | Pbca           | a=11.520 b=11.505 c=11.627 Z=8            | 1541.0  | 1.355    |                        | [ 4 ]  |
| tris-dimetilamino sulfonio fluorosulfito                       | [((CH3)2N)3S][SO2F]  | 247.35 | ortorómbico | Pnma           | a=14.690 b=11.174 c=7.3340 Z=4            | 1203.8  | 1.365    |                        | [ 4 ]  |
| fluorosulfito de tris-dimetilamino sulfoxonio                  | [((CH3)2N)3SO][SO2F] | 263.65 | ortorómbico | Pna21          | a=21.850 b=6.733 c=8.194 Z=4              | 1205.5  | 1.451    |                        | [ 4 ]  |
| fluorosulfito potásico                                         | KSO2F                | 122.16 | monoclínico | P21/m          | a=6.9725 b=5.6713 c=4.6653 β=107.702° Z=2 | 175.75  | 2.308    |                        | [ 5 ]  |
| fluorosulfito de rubidio                                       | RbSO2F               |        | monoclínico | P21/m          | a=7.175 b=5.859 c=4.8416 β=107.18° Z=2    | 194.45  | 2.878    |                        | [ 5 ]  |
| fluorosulfito de cesio alfa                                    | α-CsSO2F             |        | ortorómbico | Pnma           | a=7.9098 b=6.6607 c=7.9893 z=4            | 420.91  | 3.408    |                        | [ 5 ]  |
| fluorosulfito de cesio beta                                    | β-CsSO2F             |        | romboédrico | R3m            | a=6.5922 c=8.0050 z=3                     | 301.27  | 3.571    |                        | [ 5 ]  |